# Гетмановка (Харьковская область)
Гетмановка (укр. Гетьманівка) — село в Шевченковском районе Харьковской области.
Население по переписи 2001 года составляло 733 (341/392 м/ж) человека.
Является административным центром Гетмановского сельского совета, в который, кроме того, входят сёла Лелюковка, Малые Крынки, Мостовое, Отрадное и Татьяновка.

## Географическое положение
Село Гетмановка находится на левом берегу реки Великий Бурлук,
выше по течению примыкают сёла Мостовое и Татьяновка,
ниже по течению на расстоянии в 3 км расположено село Василенково,
на противоположном берегу — село Отрадное.
Река в этом месте извилиста, образует старицы, лиманы и заболоченные озёра.

## История
- 1797 — дата основания.

## Экономика
- Сельскохозяйственное ООО «Им. Ватутина».

## Объекты социальной сферы
- Детский сад.
- Школа.
- Дом культуры.
- Фельдшерско-акушерский пункт.

## Достопримечательности
- Братская могила советских воинов. Похоронено 149 воинов.
- Памятник Ватутину Н. Ф.